# Romain Argyre
Pour les articles homonymes, voir Argyre.
Romain Argyre (en grec : Ῥωμανός Ἀργυρός) est un aristocrate byzantin et le gendre de l'empereur Romain Ier Lécapène.

## Biographie
Son père est le général Léon Argyre et il a au moins un frère, Marianos Argyre, qui occupe aussi d'importants postes militaires. De son côté, Romain est principalement connu en tant que mari d'Agathe, la fille de l'empereur Romain Ier qui règne entre 920 et 944, aux côtés de l'héritier légitime Constantin VII. Les sources ne s'accordent pas sur la date du mariage. L'historien du XIe siècle Yahyā d'Antioche affirme qu'il a lieu avant l'arrivée au pouvoir de Romain Lécapène, mais Théophane Continué, qui vit au Xe siècle, note qu'il se déroule en 921. Dans tous les cas, cette union illustre les efforts de Romain Lécapène, issu de la province byzantine, pour renforcer sa position sur le trône en liant sa famille avec l'une des plus prestigieuses familles aristocratiques de l'Empire byzantin,. 
De ce fait, Romain devient le beau-frère de Constantin VII, qui s'est aussi marié avec une des filles de Romain, Hélène Lécapène. Son petit-fils devient empereur sous le nom de Romain III Argyre, à la suite de son mariage avec l'impératrice Zoé Carbonopsina, l'arrière-petite-fille de Constantin VII.